# Свидовок (Черкасская область)
Свидиво́к (укр. Свидівок) — село в Черкасском районе Черкасской области Украины.
Почтовый индекс — 19622. Телефонный код — 472.

## Население
Население по переписи 2001 года составляло 2220 человек.

### Языковой состав
Родной язык населения по данным переписи 2001 года:
| Язык       | Численность, чел. | Доля     |
| ---------- | ----------------- | -------- |
| Украинский | 2 060             | 92,79 %  |
| Русский    | 156               | 7,03 %   |
| Другое     | 4                 | 0,18 %   |
| Итого      | 2 220             | 100,00 % |

## Местный совет
19622, Черкасская обл., Черкасский р-н, с. Свидивок, ул. Шевченка, 177